# DreamWorks Channel
DreamWorks Channel is sinds 1 augustus 2015 een televisiezender van NBCUniversal en zendt animatiefilms en -series uit.

## Geschiedenis
Op 9 december 2014 kondigde DreamWorks Animation aan om een eigen televisiezender te starten in zuidoost Azië, die in de tweede helft van 2015 over 19 landen zal worden uitgerold. Op 1 augustus 2015 volgde als eerste Thailand. HBO Asia uit Singapore werd ingehuurd voor de distributie en de technische voorzieningen.
De zender werd op 23 juli 2019 opgenomen in het basispaket van KPN en had zo de primeur voor Nederland.

## Programmering
De programmering bestaat voornamelijk uit series en films geproduceerd door DreamWorks Animation SKG en producties uit de archieven van DreamWorks Classics. In de ochtend wordt DreamWorks Junior uitgezonden en is gericht op peuters met programma's als Guess with Jess en Raa Raa The Noisy Lion.

### Huidige programma's
| 3-2-1 Penguins!                        | DreamWorks Junior |
| The Adventures of Puss in Boots        |                   |
| The Adventures of Rocky and Bullwinkle |                   |
| All Hail King Julien                   |                   |
| The Boss Baby: Back in Business        |                   |
| Casper's Griezelschool                 |                   |
| Dawn of the Croods                     |                   |
| Dinotrux                               |                   |
| Dream Defenders                        |                   |
| DreamWorks Dragons                     |                   |
| The Epic Tales of Captain Underpants   |                   |
| Fifi and the Flowertots                | DreamWorks Junior |
| George of the Jungle                   |                   |
| Guess with Jess                        | DreamWorks Junior |
| Harvey Street Kids                     |                   |
| Home: Adventures with Tip & Oh         |                   |
| The Mr. Peabody & Sherman Show         |                   |
| My Life Me                             |                   |
| Noddy, Toyland Detective               | DreamWorks Junior |
| Olivia                                 | DreamWorks Junior |
| Raa Raa the Noisy Lion                 | DreamWorks Junior |
| Roary the Racing Car                   | DreamWorks Junior |
| Rupert Bear, Follow the Magic...       | DreamWorks Junior |
| She-Ra                                 |                   |
| Tinga Tinga Tales                      | DreamWorks Junior |
| Trolls: The Beat Goes On!              |                   |
| VeggieTales                            | DreamWorks Junior |
| VeggieTales in the House               | DreamWorks Junior |
| Voltron: Legendary Defender            |                   |